# ㅌ

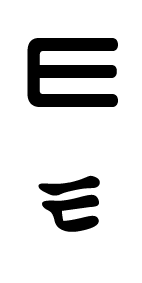
티읕의 두 가지 모양

ㅌ(티읕)은 한글의 자음 열두 번째 글자이다.
현대 한국어 첫소리에서는 혀끝소리(발음 기관)이고, 거센터짐소리(발음법)이며, 안울림소리이다. 끝소리에서는 ㄷ과 같다. 국제 음성 기호로는 i 앞을 제외한 모든 홀소리 앞에서 무성 유기음[ tʰ ], 홀소리 i 앞에서는 무성 치경구개 파열음(t̠ʲʰ/c̟ʰ) 종성에서 치경 불파음[ t ̚ ]이 된다. 종성 ㅌ의 소리는 종성 ㄷ과 같다.
훈민정음 초성 체계에서는 혓소리이다. 제자 원리는 ㄴ에 획을 더해 ㄷ, 거기에 획을 다시 더해 ㅌ을 만들었다고 한다.

## 같이 보기
- 한글
- ㄷ

## 코드값
| 종류                  | 종류           | 글자 | 유니코드 | HTML     |
| --------------------- | -------------- | ---- | -------- | -------- |
| 한글 호환 자모        | 한글 호환 자모 | ㅌ   | U+314C   | &#12620; |
| 한글 자모 영역        | 첫소리         | ᄐᅠ   | U+1110   | &#4368;  |
| 한글 자모 영역        | 끝소리         | ᅟᅠᇀ   | U+11C0   | &#4544;  |
| 한양 사용자 정의 영역 | 첫소리         |   | U+F7F6   | &#63478; |
| 한양 사용자 정의 영역 | 끝소리         |   | U+F8EC   | &#63724; |
| 반각                  | 반각           | ﾼ    | U+FFBC   | &#65468; |